# Windy City Riot (2024)
L'édition 2024 de Windy City Riot est un Pay-per-view de catch (lutte professionnelle) produit par la promotion New Japan Pro Wrestling. L'événement a eu lieu le 12 avril 2024 au Wintrust Arena à Chicago (Illinois). Il s'agit de la 48e édition de Windy City Riot.

## Contexte
Les spectacles de la New Japan Pro Wrestling (NJPW) sont constitués de matchs aux résultats prédéterminés par les scénaristes de la compagnie. Ces rencontres sont justifiées par des storylines – une rivalité avec un catcheur, la plupart du temps – ou par des qualifications survenues dans les shows de la NJPW. Tous les catcheurs possèdent une gimmick, c'est-à-dire qu'ils incarnent un personnage gentil (Face) ou méchant (Heel), qui évolue au fil des rencontres. Un événement comme Windy City Riot est donc un événement tournant pour les différentes storylines en cours.

## Tableau des matchs
| Ordre par numéros | Résultat | Stipulation(s)                                                            | Temps |
| --- | --- | ------------------------------------------------------------------------- | ----- |
| 1P | Matt Vandgriff bat Zane Jay | Match simple                                                              | 3:33  |
| 2P | Alex Windsor et Trish Adora battent Mina Shirakawa et Viva Van | Tag Team match                                                            | 7:03  |
| 3 | Ren Narita bat Minoru Suzuki | Match simple                                                              | 7:43  |
| 4 | Stephanie Vaquer (c) bat AZM | Match simple pour le Strong Women's Championship                          | 10:50 |
| 5 | TMDK (Mikey Nicholls et Shane Haste) bat Guerrillas of Destiny (El Phantasmo et Hikuleo) (c), Fred Rosser, Tom Lawlor et West Coast Wrecking Crew (Royce Isaacs et Jorel Nelson) | 4-Corners Tag Team match pour les Strong Openweight Tag Team Championship | 9:56  |
| 6 | Shota Umino bat Jack Perry | Match simple                                                              | 15:04 |
| 7 | Mustafa Ali bat Hiromu Takahashi | Match simple                                                              | 15:08 |
| 8 | Bullet Club (Clark Connors, David Finlay, Gabe Kidd et KENTA) bat Eddie Kingston, Homicide et The United Empire (Jeff Cobb et TJP)                                               | Riot Rules match                                                          | 17:58 |
| 9 | Zack Sabre Jr bat Matt Riddle (c) | Match simple pour le NJPW World Television Championship                   | 13:15 |
| 10 | Nic Nemeth bat Tomohiro Ishii | Match simple                                                              | 14:07 |
| 11 | Jon Moxley bat Tetsuya Naitō (c) | Match simple pour le IWGP World Heavyweight Championship                  | 20:21 |
| La lettre C placée entre parenthèses désigne la personne ou l’équipe championne en titre. P – indique que le match a eu lieu lors du pré-show | |                                                                           |       |